# Mino Steiner
Guglielmo Steiner, detto Mino (Milano, 13 maggio 1909 – Ebensee, 28 febbraio 1945), è stato un avvocato italiano.

## Biografia
Era figlio di Emerico Steiner, industriale milanese di origine boema, e di Fosca Titta, sorella del baritono Titta Ruffo. Era inoltre nipote di Giacomo Matteotti e fratello di Albe Steiner.
Conseguita la laurea in giurisprudenza nel 1936, nel maggio successivo inizia la professione nello studio di Lelio Basso, con il quale collabora sino all'ottobre 1939. Nel giugno 1939 viene arrestato e tradotto a San Vittore per una settimana dalla polizia politica fascista, in occasione di un ennesimo arresto di Basso, a causa delle sue frequentazioni degli ambienti antifascisti milanesi che porteranno alla nascita del Partito d'Azione.
Nell'ottobre 1942 viene richiamato alle armi nell'esercito a Palermo. Immediatamente dopo lo sbarco alleato in Sicilia e già prima del 25 luglio, tramite antifascisti locali (Purpura, Ramirez, Finocchiaro Aprile) entra in contatto con i servizi segreti alleati, che gli affidano il comando della Missione Law.
Il 3 ottobre 1943 un sommergibile inglese sbarca Mino Steiner e Fausto Bazzi al largo della costa ligure di Lavagna, con il compito di raccogliere informazioni sulle forze militari tedesche e favorire il passaggio verso la Svizzera dei militari alleati dispersi oltre le linee.
A Genova le prime reclute della Missione Law sono Piero Caleffi, Eros Lanfranco ed il radiotelegrafista Cirillo.
A Milano riprende contatto con gli esponenti locali del Partito d'Azione, al quale aderisce, e si impegna nella diffusione della stampa clandestina. Con Mario Paggi, Antonio Basso, Carlo Enrico Galimberti, Gaetano Baldacci ed altri mette in cantiere un giornale di cultura politica aperto a tutte le idee antifasciste, che sarà “Lo Stato Moderno”, ma non ne potrà vedere l'uscita del primo numero clandestino nel luglio 1944.
Dopo lo sciopero generale del 1º marzo 1944, la repressione nazi-fascista porta a San Vittore, tra gli altri, Mario Damiani, segretario regionale del Partito d'Azione, che fa i nomi di numerosi aderenti. Mino Steiner viene arrestato a Milano il 16 marzo 1944; in regime di isolamento per 28 giorni, è sottoposto ad almeno cinque interrogatori.
Il 27 aprile un convoglio con 225 politici (207 uomini e 18 donne) e 50 ebrei (questi non identificati) lascia il binario 21 della Stazione Centrale di Milano con destinazione il campo di concentramento e transito di Fossoli.
A Fossoli suo compagno di castello è Aldo Valcarenghi; partecipa al “triumvirato” che si assume l'organizzazione della baracca 18 (prigionieri politici) sino al 21 giugno, quando parte per il lager di Mauthausen in Austria, dove arriva il 24 giugno 1944 e viene immatricolato con il numero 76594.
In agosto viene trasferito a Großraming, campo previsto per la costruzione di una diga, ma rapidamente smantellato; a settembre è inviato ad Ebensee (sottocampo di Mauthausen), campo di lavoro e di sterminio, per la costruzione di gallerie nella montagna destinate a proteggere impianti industriali dai raid aerei alleati.
Ad Ebensee muore il 28 febbraio 1945.

## Omaggi
Mino Steiner è ricordato a:

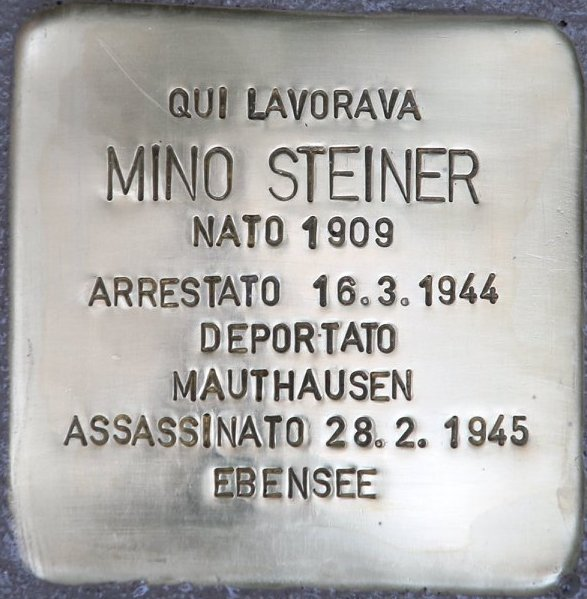
Pietra d'inciampo a Milano

- Milano - Loggia dei Mercanti del Palazzo della Ragione
- Milano - Cimitero Monumentale - Monumento ai deportati milanesi
- Milano - Palazzo di Giustizia - salone 1º piano
- Milano - Via Boscovich, 42
- Milano - Viale Bianca Maria, 35
- Rapallo (GE) - Parco delle Rimembranze di San Michele di Pagana
- Carpi (MO) - Museo Monumento al Deportato - Salone dei nomi
- Mauthausen Memorial - KZ-Gedenkstätte (Austria)[14]
- Milano - Viale Bianca Maria, 7 - Pietra d'inciampo posata il 24 gennaio 2019[15]
- Milano - Via Tucidide (fronte n. 10) - Murale antifascisti e deportati politici - 17 maggio 2020[16]